# Terrence Jennings
Pour les articles homonymes, voir Jennings.
Terrence Jennings, né le 28 juillet 1986 à Arlington, est un taekwondoïste américain.

## Carrière
Terrence Jennings remporte la médaille de bronze aux Jeux olympiques d'été de 2012 à Londres en catégorie des moins de 68 kg.